# Donanemab
Donanemab (nombre código de desarrollo: LY3002813) es una droga experimental desarrollada por el laboratorio Eli Lilly para el tratamiento de la enfermedad de Alzheimer. Corresponde a un anticuerpo monoclonal dirigido en contra de las proteína de membrana de beta-amiloide en el cerebro (moléculas involucradas en el proceso neurodegenerativo observado en este tipo de demencia).. En enero del 2021 durante un estudio fase II, financiado por el mismo laboratorio Eli Lilly; número TRAILBLAZER-ALZ ClinicalTrials.gov, NCT03367403, se constatataron efectos benéficos en enlentecer el deterioro cognitivo. En el estudio fase II que se realizó con 257 pacientes  (131 pacientes al grupo de tratamiento con donanemab y 126 al grupo placebo), publicado el 6 de mayo del 2021 en el New England Journal of Medicine, se observó un beneficio en cuanto a un menor empeoramiento en el puntaje de la escala Integrated Alzheimer’s Disease Rating Scale (iADRS) a las 76 semanas en comparación al placebo, concluyendo los autores que «se necesitan ensayos más largos y de mayor tamaño para estudiar la eficacia y la seguridad de donanemab en la enfermedad de Alzheimer».
En enero de 2023 la revista Healthcare publicó una revisión sistemática sobre el donanemab en la enfermedad de Alzheimer. Se revisaron cuatro estudios que incluían un total de 396 pacientes adultos con enfermedad de Alzheimer intervenidos con Donanemab en comparación con placebo (228 y 168 participantes, respectivamente) o atención estándar en el entorno del ensayo clínico. Se encontró que la "reducción de la placa de Aβ dependía de los niveles de referencia, de modo que los niveles de referencia más bajos tenían una eliminación de amiloide completa (<24,1 centiloides)."

## Desarrollo
Ratones transgénicos fueron utilizados para la obtención de anticuerpos humanizados, como DNA inyectados durante su etapa embrionaria, modificando la secuencia genética más similar a los humanos, principalmente a los anticuerpos que son genéticamente similares a los producidos por los humanos. Para producir el anticuerpo para la creación del donanemab, los ratones fueron inyectados con un antígeno específico, una célula no propia, que induce a una respuesta inmune. Los leucocitos son producidos para la destrucción del antígeno. Las células B son un tipo específico de leucocito, produciendo anticuerpos que se unen y destruyen al antígeno. Los anticuerpos producidos se recolectan de los ratones para fusionarse con células B cancerosas. Esta célula híbrida produce anticuerpos monoclonales utilizados como el medicamento donanemab teniendo la función de una célula B.

## Donanemab y péptido Aβ
Las mejoras recientes en la tecnología de imágenes amiloides, se han relacionado con el exceso de péptidos Aβ en el exterior en la célula que está desarrollando la enfermedad de Alzheimer. La sobreproducción del péptido Aβ crea una placa en ciertas partes del cerebro, interrumpiendo la transmisión neuronal. Donanemab ataca la placa soluble e insoluble construida, ralentizando (retrasando) la enfermedad.

## Edema cerebral
Grandes dosis de donanemab en algunas personas desarrollaron una forma de edema cerebral (inflamación cerebral) llamada 'anormalidades de imagen relacionadas con edema o derrames' (ARIA-E). Algunas de estas personas estaban asintomáticas y otroas con síntomas. Un gran porcentaje de pacientes con síntomas suspendieron el medicamento porque presentaron náuseas.